# Der Czardas-König
Der Czardas-König (mit Untertitel Die Emmerich Kálmán Story) ist eine deutsche Filmbiografie von Harald Philipp aus dem Jahr 1958. Er behandelt musikalisch unterlegt die Jugendjahre des Komponisten Emmerich Kálmán.

## Handlung
Emmerich Kálmán wächst in einer reichen Familie auf dem Land in Ungarn auf. Er ist mit dem Zigeunermädchen Ilonka befreundet und liebt schon in jungen Jahren die reiche Grafentochter Helene. Als die Familie Kálmán verarmt und der Gerichtsvollzieher Gast im Hause wird, bleiben auch die einstigen Freunde fern. Nur Ilonka hält zu Emmerich.
Fünfzehn Jahre später lebt Emmerich mit seiner Mutter in Budapest. Zwar soll er nach dem Willen des Onkels, der die Familie finanziert, Jura studieren, doch verlegt er sich aufs Klavierspiel. Der Onkel zieht sich als Geldgeber zurück und Emmerich verdient sich nun seinen Lebensunterhalt mit seinem Klavierspiel und Ilonka singt dazu. Er schreibt zudem an einer Sinfonie. Durch Vermittlung des Tenors Janos Hegedüsch, der ihn in einer Bar hat spielen hören, darf Emmerich seine Sinfonie dem einflussreichen Musikverleger Körmendy vorstellen, doch ist der nur an Operetten interessiert. Hegedüschs Bekannter, der Librettist Laszlo Szegedy, beauftragt Emmerich, für ihn eine Operette zu schreiben. Der so entstandene Zigeuner-Primas hat kurze Zeit später Premiere – Janos und Ilonka singen die Hauptrollen – und wird ein großer Erfolg. Emmerich wird zusammen mit Janos, Ilonka und Laszlo von Wilhelm Kordas an das Theater an der Wien geholt, wo er weitere Erfolge feiert. Unter anderem wird die Zirkusprinzessin aufgeführt. Zur Premiere und anschließenden Feier erscheint auch Helene, die inzwischen mit dem Grafen Rieden verheiratet ist. Emmerich verfällt ihr, doch wird die Affäre bald durch Comte Rieden beendet. Emmerich zieht sich zurück und schreibt uninspiriert die Operette Fräulein Susi, die ein Misserfolg wird.
Emmerich besinnt sich auf sein Können. In der Garderobiere Vera, die mit der Arbeit ihre Tanzausbildung finanziert, findet er eine neue Liebe. Er komponiert die Operette Die Csárdásfürstin und will nach der Premiere die Verlobung mit Vera bekanntgeben. Kurz vor der Premiere sucht Ilonka ihn auf und teilt ihm mit, dass sie nach der Premiere gemeinsam mit Janos nach Amerika gehen wird. Sie hat erkannt, dass Emmerich nie ihre Gefühle erwidern wird. Emmerich verabschiedet sich von ihr und Vera, die Emmerich besuchen kommt, missversteht die Situation. Bei der Uraufführung der Csárdásfürstin erfährt sie zudem in einer Pause, dass Emmerich nach der Premiere seine Verlobung bekannt geben will. Sie glaubt, er wolle sich mit Ilonka verloben und verlässt die Vorstellung mitten in einer Tanzdarbietung. Emmerich sucht sie hinter der Bühne und kann das Missverständnis aufklären. Gemeinsam erscheinen alle Beteiligten zum rauschenden Schlussapplaus.

## Produktion
Der Czardas-König wurde von Mai bis Juli 1958 in den CCC-Studios Berlin-Spandau gedreht. Er erlebte am 15. August 1958 in den Weltspielen in Hannover seine Premiere.
Der Film beruht auf einem Manuskript von Curt Riess und Hans Wilhelm. Kálmáns Witwe Vera Kálmán unterstützte den Film aktiv. Im Film sind verschiedene Stücke aus Kálmáns Operetten zu hören. Elma Karlowas Gesang wird dabei von Sári Barabás synchronisiert.

## Kritik
Das Lexikon des internationalen Films befand, dass die Jugendjahre Kálmáns hier nur „als dünner Handlungsfaden in einem Melodien- und Revue-Potpourri aus verschiedenen Werken des Künstlers“ dienen.